# Роберт Ванча
Роберт Ванча (рум. Robert Vancea, нар. 28 вересня 1976, Крайова) — румунський футболіст, що грав на позиції півзахисника.
Виступав, зокрема, за клуб «Пандурій», а також молодіжну збірну Румунії.

## Клубна кар'єра
Народився 28 вересня 1976 року в місті Крайова. Вихованець футбольної школи клубу «Університатя» (Крайова). Дорослу футбольну кар'єру розпочав 1994 року в основній команді того ж клубу, в якій провів один сезон, взявши участь в одному матчі чемпіонату. 
Згодом з 1995 по 2004 рік грав у складі команд «Електропутере» (Крайова), «Конструкторул Крайова», «Університатя» (Крайова), «ДЖЕФ Юнайтед», «Університатя» (Крайова), «Екстенсив» (Крайова) та «Політехніка» (Тімішоара).
У 2004 році перейшов до клубу «Пандурій», за який відіграв 5 сезонів. Більшість часу, проведеного у складі «Пандурія», був основним гравцем команди. Завершив професійну кар'єру футболіста виступами за команду «Пандурій» у 2009 році.

## Виступи за збірну
У 1998 році залучався до складу молодіжної збірної Румунії. На молодіжному рівні зіграв у 3 офіційних матчах.